# نادي سيريانسكا
اتحاد سريانسكا، (بالسويدية: Syrianska Football Club، (بالسريانية: ܣܪܝܝܐ, رومنة: سوريويي)) ويعني حرفيا «السريان». هو نادي سويدي لكرة القدم أنشيء سنة 1977 في مدينة سودرتاليا من قبل مهاجرين ونازحين آشوريين/سريان. يلعب الفريق حاليا في دوري الدرجة الممتازة السويدي بعد أن صعد إليه سنة 2010 من دوري الدرجة الأولى.
يعتبر فريق آسيريسكا المتركز بنفس المدينة المنافس الرئيسي له حيث تعتبر المباريات بينهما دربي مدينة سودرتاليا.